# Playa Golondrina
Der Playa Golondrina (von spanisch golondrina de mar ‚Seeschwalbe‘) ist ein Strand am Ufer der Barclay Bay der Livingston-Insel im Archipel der Südlichen Shetlandinseln. Er liegt nördlich des Punta Las Torres auf der Westseite des Kap Shirreff am nördlichen Ausläufer der Johannes-Paul-II.-Halbinsel.
Wissenschaftler der 45. Chilenischen Antarktisexpedition (1990–1991) benannten sie so, da zwischen den Felsen des Strands Seeschwalben brüten.